# Miniopterus paululus
Miniopterus paululus е вид бозайник от семейство Гладконоси прилепи (Miniopteridae).

## Разпространение
Видът е разпространен в Източен Тимор, Индонезия, Малайзия и Филипини.